# Jerguš Bača
Jerguš Bača (* 4. ledna 1965, Liptovský Mikuláš) je bývalý československý a slovenský reprezentant v ledním hokeji. Hrával na postu obránce. Po ukončení hráčské kariéry působí jako trenér, v letech 2005–06 byl asistentem tehdejšího trenéra slovenské reprezentace Františka Hossy.

## Ocenění a úspěchy
- 1987/1988 – Nejlepší nováček

## Reprezentace
Statistiky hráče na Mistrovstvích světa a Olympijských hrách:
| Turnaj        | Místo konání                            | Z  | G | A | B | Umístění         | Soupisky          |
| ------------- | --------------------------------------- | -- | - | - | - | ---------------- | ----------------- |
| MS 1989       | Švédsko (Stockholm, Södertälje)         | 10 | 1 | 1 | 2 | Bronzová medaile | Soupiska MS 1989  |
| MS 1990       | Švýcarsko (Bern a Fribourg)             | 8  | 0 | 0 | 0 | Bronzová medaile | Soupiska MS 1990  |
| KP 1991       | Severní Amerika                         | 5  | 0 | 3 | 3 | 6. místo v ZČ    | Soupiska          |
| ZOH 1994      | Norsko (Lillehammer)                    | 8  | 1 | 2 | 3 | 6. místo         | Soupiska ZOH 1994 |
| SP 1996       | Severní Amerika, Evropa                 | 3  | 1 | 0 | 1 | 7. místo         | Soupiska          |
| MS 1997       | Finsko (Helsinky, Turku, Tampere)       | 8  | 0 | 2 | 2 | 9. místo         | Soupiska MS 1997  |
| MS 1998       | Švýcarsko (Curych, Basilej)             | 5  | 0 | 0 | 0 | 7. místo         | Soupiska MS 1998  |
| MS 2002       | Švédsko (Göteborg, Jönköping, Karlstad) | 9  | 0 | 1 | 1 | Zlatá medaile    | Soupiska MS 2002  |
| Celkem na MS  |                                         | 40 | 1 | 4 | 5 |                  |                   |
| Celkem na ZOH |                                         | 8  | 1 | 2 | 3 |                  |                   |

## Klubové statistiky
| Sezona                 | Klub                | Soutěž | Základní část | Základní část | Základní část | Základní část | Základní část | Základní část | Play off | Play off | Play off | Play off | Play off | Play off |
| Sezona                 | Klub                | Soutěž | Z             | G             | A             | B             | TM            | + / -         | Z        | G        | A        | B        | TM       | + / -    |
| ---------------------- | ------------------- | ------ | ------------- | ------------- | ------------- | ------------- | ------------- | ------------- | -------- | -------- | -------- | -------- | -------- | -------- |
| 1988/89                | VSŽ Košice          | ČSHL   | 42            | 3             | 10            | 13            | 46            |               |          |          |          |          |          |          |
| 1989/90                | VSŽ Košice          | ČSHL   | 47            | 9             | 16            | 25            |               |               |          |          |          |          |          |          |
| 1990/91                | Hartford Whalers    | NHL    | 9             | 0             | 2             | 2             | 14            |               |          |          |          |          |          |          |
| 1990/91                | Springfield         | AHL    | 57            | 6             | 23            | 29            | 89            |               | 18       | 3        | 13       | 16       | 18       |          |
| 1991/92                | Hartford Whalers    | NHL    | 1             | 0             | 0             | 0             | 0             |               |          |          |          |          |          |          |
| 1991/92                | Springfield Indians | AHL    | 64            | 6             | 20            | 26            | 88            |               | 11       | 0        | 6        | 6        | 20       |          |
| 1992/93                | Milwaukee           | IHL    | 73            | 9             | 29            | 38            | 108           |               | 6        | 0        | 3        | 3        | 2        |          |
| 1993/94                | Milwaukee           | IHL    | 67            | 6             | 29            | 35            | 119           |               | 3        | 1        | 1        | 2        | 4        |          |
| 1994/95                | Leksands IF         | SEL    | 38            | 2             | 5             | 7             | 50            |               | 4        | 1        | 1        | 2        | 6        |          |
| 1995/96                | Milwaukee           | IHL    | 74            | 3             | 12            | 15            | 130           |               | 5        | 1        | 3        | 4        | 8        |          |
| 1996/97                | HC Olomouc          | ČE     | 52            | 4             | 9             | 13            | 109           |               |          |          |          |          |          |          |
| 1996/97                | HC Košice           | SE     | 7             | 2             | 2             | 4             | 4             | -3            |          |          |          |          |          |          |
| 1997/98                | HC Košice           | SE     | 44            | 10            | 15            | 25            | 16            | +31           |          |          |          |          |          |          |
| 1998/99                | HC Košice           | SE     | 53            | 5             | 9             | 24            | 76            | +15           |          |          |          |          |          |          |
| 1999/00                | Revier Löwen        | DEL    | 49            | 10            | 7             | 17            | 85            | -8            |          |          |          |          |          |          |
| 1999/00                | Revier Löwen        | baráž  | 12            | 0             | 3             | 3             | 16            | -4            |          |          |          |          |          |          |
| 2000/01                | Revier Löwen        | DEL    | 60            | 5             | 14            | 19            | 94            | +7            | 2        | 0        | 0        | 0        | 27       | -1       |
| 2001/02                | Revier Löwen        | DEL    | 58            | 8             | 14            | 22            | 120           | 0             |          |          |          |          |          |          |
| 2002/03                | Liptovský Mikuláš   | SE     | 46            | 3             | 8             | 11            | 44            |               |          |          |          |          |          |          |
| 2002/03                | HC Dukla Trenčín    | SE     | 6             | 2             | 0             | 0             | 10            |               | 12       | 0        | 4        | 4        | 14       |          |
| 2003/04                | Liptovský Mikuláš   | SE     | 53            | 3             | 6             | 9             | 61            | -4            | 4        | 0        | 0        | 0        | 8        | -2       |
| 2004/05                | Liptovský Mikuláš   | SE     | 50            | 2             | 9             | 11            | 109           | -15           | 5        | 1        | 0        | 1        | 12       | -1       |
| Konec hokejové kariéry |                     |        |               |               |               |               |               |               |          |          |          |          |          |          |